# Oha Suta
Oha Suta (おはスタ, Oha Suta, sous-titrée en anglais The Super Kids Station, souvent transcrite Oha Star en occident) est une émission de télévision japonaise destinée aux enfants, diffusée depuis 1997 tous les matins en semaine avant l'école, de 6h45 à 7h30, produite par la chaine TV Tokyo. C'est une reprise d'une ancienne émission, Ohayō Studio, diffusée de 1979 à 1986. Oha est donc l'abréviation de Ohayo ("bonjour"), et Suta celle de Studio (prononcé à la japonaise Sutajio).

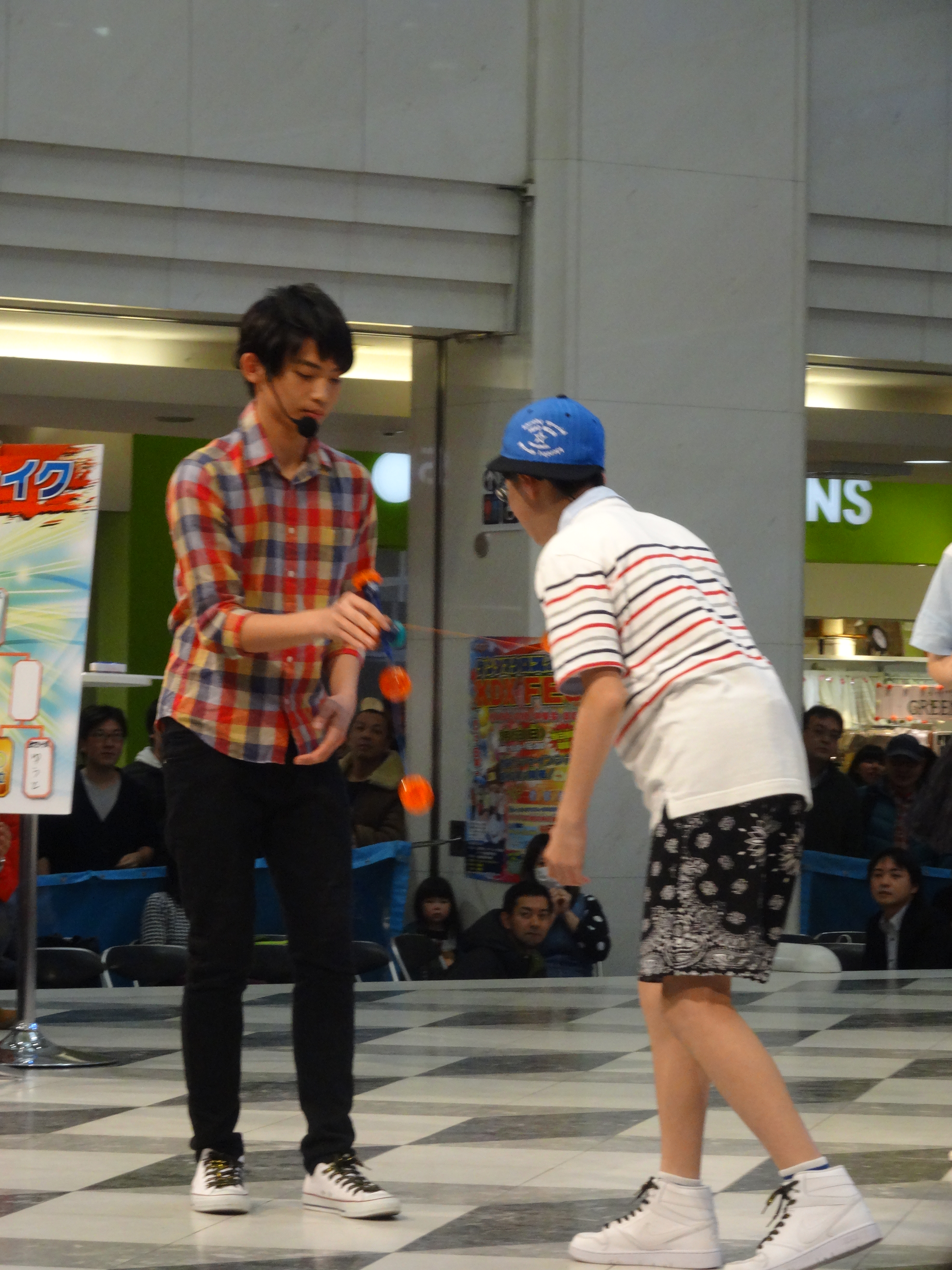
Yuki Tanii et Kosuke Niikura (tous deux Oha Suta) le 15 mars 2015, lors de la « KDX FES Japan Final ».

Oha Suta est principalement présentée par l'acteur et seiyū Kōichi Yamadera, et différents coprésentateurs réguliers parfois présents uniquement un des jours de la semaine, dont les ex-chanteuses et idoles japonaises AKINA (ex- Folder / Folder5) en première partie, et Koharu Kusumi (ex- Morning Musume) tous les mardis. Ils sont accompagnés de plusieurs fillettes, les Oha Girls, dont récemment Saki Ogawa du groupe S/mileage et Erina Ikuta de Morning Musume, parmi lesquelles ont débuté de futures célébrités comme Aya Ueto, Becky, ou Yu Yamada.
Un jeu vidéo de la série Dance Dance Revolution, inspiré de l'émission et de ses chansons, sort en 2000 sur la console PlayStation au Japon: Oha Suta Dance Dance Revolution (ou Oha Star Dance Dance Revolution).

## Groupes
Des groupes musicaux temporaires sont régulièrement créés dans le cadre de l'émission, formé des Oha Girls du moment.
- Oha Girl Apple (おはガールアップル, juillet 1998 - septembre 1998)
- Oha Girl Banana (おはガールバナナ, octobre 1998 - mars 1999)
- Oha Girl Citrus (おはガールシトラス, avril 1999 - mars 2000)
- Oha Girl Cherry (おはガールチェリー, avril 2000 - mars 2001)
- Oha Girl Grape (おはガールグレープ, avril 2001 - mars 2002)
- Oha Girl Fruitpunch (おはガールフルーツポンチ, avril 2002 - mars 2003)
- Oha Girl Starfruit (おはガールスターフルーツ, avril 2003 - mars 2004)
- Oha Girl Starfruit2 (おはガールスターフルー2, avril 2004 - mars 2005)
- Oha Girl Maple (おはガールメープル, avril 2010 - mars 2012)
- Oha Girl Chu!Chu!Chu! (おはガールちゅ!ちゅ!ちゅ!, avril 2012 - mars 2014)
- Oha Girl Fuwawa (おはガールふわわ, avril 2014 - mars 2015)

## Oha Girl Maple
Oha Girl Maple (おはガールメープル) est un groupe de J-Pop temporaire créé en avril 2010 dans le cadre de l'émission Oha Suta, formé des trois Oha Girls du moment : Saki (Saki Ogawa, en parallèle à S/mileage), Shiori (Shiori Inoue), et Erika (Erika Tanaka). Le groupe sort un premier single en novembre 2010, en collaboration avec S/mileage. Saki Ogawa quitte le groupe le 24 août 2011, et est remplacée par Erina (Erina Ikuta, en parallèle à Morning Musume).  
Single
- 24 novembre 2010 : My School March (マイ・スクール・マーチ?) - par Oha-girl Marple with S/mileage (おはガールメープル with スマイレージ?)